# Bender – bis über beide Ohren
Bender – bis über beide Ohren (Originaltitel: Bendless Love) ist eine Episode der US-amerikanischen Science-Fiction-Zeichentrickserie Futurama. Ihre Erstausstrahlung war am 11. Februar 2001 beim US-Sender FOX; die deutsche Synchronfassung wurde am 8. Juli 2002 bei ProSieben veröffentlicht. Das Werk wurde mit einem Annie Award ausgezeichnet.

## Handlung
Der Roboter Bender, ursprünglich zum Biegen von Stahlträgern gebaut, lebt diese Bestimmung im Lieferunternehmen Planet Express, bei dem er nun arbeitet, nicht mehr aus. Dies führt dazu, dass er beim Schlafwandeln unkontrolliert Dinge verbiegt. Sogar Prof. Farnsworth, seinen Chef, verbiegt Bender. Er darf nicht weiter arbeiten, bis er seine „Biegelust“ befriedigt hat.
Bender heuert als Streikbrecher bei einem Betrieb an, in dem Stahlträger gebogen werden. Dort arbeiten auch Benders „Zwilling“ Flexo, ein baugleiches Modell, das sich nur durch einen Kinnbart von Bender unterscheidet, und die Roboterdame Anglelyne, Flexos Ex-Frau. Bender und Anglelyne verlieben sich ineinander und werden ein Paar. Als Bender Flexo und Anglelyne in einem Restaurant sieht, wird er eifersüchtig. Er trifft sich, durch einen magnetischen Bart verkleidet als Flexo, mit ihr, um sie in flagranti mit sich selbst zu erwischen. Bei dem Date wirft Bender mit Geld um sich und zieht so den Ärger der Roboter-Mafia auf sich beziehungsweise Flexo. Gerade als Bender es schafft, Anglelyne zu verführen, fliegt seine Tarnung auf, und sie erkennt ihn.
Weil Anglelyne sich vom falschen Flexo hat verführen lassen, will Bender Flexo töten. Auch die Roboter-Mafia, die Bender für Flexo hielt, will ihn umbringen. Beim Showdown zwischen Bender und Flexo lassen die Mafiosi einen „unbiegbaren“ Stahlträger auf Flexo fallen. Unter Anstrengung all seiner Kräfte biegt Bender diesen und rettet so Flexo. Dies bringt ihm Anglelynes Anerkennung ein, aber nicht ihre Liebe. Anglelyne und Flexo kommen wieder zusammen, und Bender, dessen Verlangen zu biegen nun befriedigt ist, kehrt zu seiner Arbeit bei Planet Express zurück.

## Produktion
Bender – bis über beide Ohren wurde als sechste Folge der dritten Produktionsstaffel gefertigt und ist damit in der Reihenfolge der Produktion die 38. Episode insgesamt. Das Drehbuch schrieb Eric Horsted, Regie führte Swinton O. Scott III. Neben der Sprechern der Hauptcharaktere sind Tress MacNeille und Maurice LaMarche in Nebenrollen zu hören. Beide hatten schon mehrfach Figuren der Serie ihre Stimme geliehen und wurden später in die Hauptbesetzung übernommen. Die Rolle der Anglelyne sprach die US-amerikanische Schauspielerin Jan Hooks.

## Veröffentlichung
Die Episode wurde am 11. Februar 2001 vom US-amerikanischen Fernsehsender FOX veröffentlicht. FOX wich bei der Erstausstrahlung der Serie von der Reihenfolge und Staffeleinteilung der Produktion ab (vgl. hierzu Erstausstrahlung von Futurama), sodass die Episode als sechste der dritten Sendestaffel gezeigt wurde und damit in der Reihenfolge der Erstveröffentlichung die 35. Futurama-Episode insgesamt ist. 
Die deutsche Synchronfassung wurde erstmals am 8. Juli 2002 auf ProSieben gesendet.

## Auszeichnungen
Für seine Leistungen als Sprecher Benders sowie der Figuren Flexo, Sal, Joey Mousepad und Elzar in dieser Episode erhielt John DiMaggio 2001 einen Annie Award in der Kategorie Outstanding Individual Achievement for Voice Acting by a Male Performer in an Animated Television Production.